# Heinrich Süßkind
Heinrich Süßkind (geboren 30. Oktober 1895 in Kolomea, Österreich-Ungarn; gestorben 3. Oktober 1937 in Moskau) war ein kommunistischer Politiker und Journalist, Pseudonym war Kurt Heinrich.

## Leben
Der Sohn eines Rabbiners aus Galizien nahm 1914 ein Studium der Rechtswissenschaft, Ökonomie und Philosophie in Wien auf und wechselte 1918 an die Universität Tübingen, wo er sich der Freien Sozialistischen Jugend anschloss, 1919 trat er der KPD bei. Ende 1919 aus Württemberg ausgewiesen begann der illegal in Deutschland lebende Süßkind auf Veranlassung von Wilhelm Pieck und Clara Zetkin für verschiedene KPD-Zeitungen zu arbeiten und wurde zunächst politischer Redakteur der Zeitung Die Rote Fahne, dann Redakteur der Sozialistische Republik in Köln und ab Dezember 1921 als Nachfolger Ernst Meyers Chefredakteur von Die Rote Fahne. 1922 aus Deutschland ausgewiesen, war er einige Zeit für die Komintern in Riga und Moskau tätig.
Im Frühjahr 1923 kehrte Süßkind nach Berlin zurück, wo er erneut, bis er von August Thalheimer abgelöst wurde, Die Rote Fahne leitete. In den nächsten beiden Jahren gehörte er zum linken Parteiflügel und redigierte u. a. die Parteizeitungen in Leipzig und Chemnitz, bis er 1925 nach der Ablösung von Ruth Fischer und Arkadi Maslow von der Parteispitze zum dritten Mal in die Redaktion der Roten Fahne berufen, 1927 übernahm er hier bis 1928 erneut den Chefredakteursposten. Zeitweise zur Fraktion um Ernst Thälmann gehörend, schloss er sich 1928 der parteiinternen Oppositionsgruppe der Versöhnler an und wurde nach der Wittorf-Affäre von seinen Parteifunktionen entbunden. Zusammen mit Karl Volk zählte Süßkind bis 1933 zur Führung der innerhalb der Berliner KPD als verdeckte Strömung arbeitenden „Versöhnler“.
1933, nach der Machtübertragung an die NSDAP, floh Süßkind zunächst nach Prag, woher seine Ehefrau stammte, dann in die Sowjetunion, wo er verschiedene Aufgaben im Apparat der Komintern übernahm. 1935 wurde seine Parteimitgliedschaft zunächst für ein Jahr suspendiert, im Sommer 1936 geriet er vollends in die stalinistischen Säuberungen und wurde vom NKWD verhaftet, am 3. Oktober 1937 unter dem Vorwurf „Versöhnler“ und „Trotzkist“ zu sein und „Verbindungen zu Terroristen zu unterhalten“ zum Tode verurteilt und noch am selben Tag erschossen.